# Prionomastix myartsevae
Prionomastix myartsevae är en stekelart som beskrevs av Trjapitzin 2005. Prionomastix myartsevae ingår i släktet Prionomastix och familjen sköldlussteklar. Inga underarter finns listade i Catalogue of Life.